# مقاومت الزعاطشه
مقاومت الزعاطشه (عربی: مقاومة الزعاطشة؛ از: ۱۶ ژوئیه ۱۸۴۹ - تا: ۲۶ نوامبر ۱۸۴۹)، قیام و انقلابی بود که در ابتدای استعمار الجزایر توسط فرانسه در واحه (نقطه‌ای آباد در میان صحرا) الزعاطشه از نواحی بسکره واقع در جنوب الجزایر به‌مدت ۴ ماه از ۱۶ ژوئیه ۱۸۴۹ تا ۲۶ نوامبر ۱۸۴۹ برپا شد که رهبری آن با شیخ بوزیان بود. از آنجایی که اولین قیام و انقلابی بود که بعد از نابودی مقاومت الامیر عبدالقادر الجزایری در سال ۱۸۴۷ شعله‌ور شده بود، شهرت یافت که در نهایت منجر به کشتار تمام ساکنان این واحه (حدود ۱۳۰۰۰ نفر) به‌دست نیروهای فرانسوی گردید.

## دلایل مقاومت
از ابتدای اشغال شدن الجزایر توسط فرانسه مردم الجزایر به‌طور کامل این اشغالگری را نفی و رد کردند و هرکس که جلودار می‌شد بقیه حول وی گرد می‌آمدند تا در مقابل اشغالگری مقاومت کنند، تسلیم شدن الامیر عبدالقادر و متوقف شدن و از بین رفتن انقلاب الامیر عبدالقادر تأثیر منفی زیادی روی مردم الجزایر داشت و بعد از آن بود که فرانسه به‌طور مستقیم و بی‌واسطه شروع به گسترش استعمارگری در الجزایر نمود. فرانسه برای تحکیم سلطه اشغالگرایانه‌اش و تسلط بر هرچه که مردم الجزایر داشتند اقدام به گرفتن مالیات‌های سنگین از مردم الجزایر نمود. در سال ۱۸۴۸ در فرانسه انقلاب سوم رخ داد که منجر به سقوط نظام مشروطه سلطنتی در این کشور و برقراری جمهوری دوم در فرانسه گردید، این انقلاب تأثیرات خودش را در اوضاع سیاسی الجزایر نیز داشت، منجمله برکناری فرماندار فرانسوی در الجزایر بنام دوک دومال، فرزند لوییس فیلیپ و جایگزین کردن لوییس اوجین کافینیاک به جای وی در تاریخ سوم مارس ۱۸۴۸ میلادی.
این اتفاق‌ها و انتشار خبر آن در منطقه الزبیان به صورت غیرمستقیم در بالا بردن روحیه انقلابیون در این منطقه و در راس آن‌ها شیخ بوزیان کمک کرد، وی تلاش کرد که از اوضاع ایجاد شده در فرانسه استفاده کرده و حکم جهاد را بدهد. مواردی که فرصت اعلان جهاد را به شیخ بوزیان داد به صورت محوری در زیر آمده‌است:
- درگیر بودن نیروهای استعماری در قسمت قسنطینه برای سرکوب مقاومت احمد بای، تعداد کم نیروهای فرانسوی وابسته به دو مرکز باتنه و بسکره و همین‌طور غیبت فرمانده نظامی بسکره سان جرمان، به شیخ بوزیان فرصت اعلان جهاد را داد.
- بالا بردن مالیات بر روی هر درخت خرما در ماه مارس ۱۸۴۹ از ۲۵ فرانک به ۴۰ فرانک.
- عقب کشیدن فرانسه از نگرفتن مالیات از وابستگان الجزایری که باعث گسترش دامنه اعتراضات گردید.

شیخ بوزیان از این موارد و موضوعات پیش آمده استفاده کرد و مستقیماً با روسای قبایل مجاور برای برپایی و شعله‌ور کردن انقلاب ضد اشغالگران از نو تماس گرفت، ولی به سرعت فرانسوی‌ها از طریق جاسوسان خود متوجه این حرکت و شورش و انقلاب گردید، بلافاصله ستوان سیروکا معاون دفتر عربی در بسکره به همراه شیخ و بزرگ شهر طولقه، ابن المیهوب، برای دستگیری شیخ بوزیان به سمت منطقه الزعاطشه حرکت کرد و لیکن در اینکار شکست خوردند و فهمیدند که این انقلاب و دامنه آن بزرگتر از چیزی است که فکر می‌کردند. شیخ بوزیان در منطقه از طریق مساجد اعلان جهاد نموده‌است.
برای بررسی اوضاع از نزدیک رئیس دفتر عربی در بسکره افسر دی بوسکیه را به الزعاطشه فرستاد و از ساکنان این منطقه خواست که شیخ بوزیان را به آن‌ها تسلیم کنند ولی مردم منطقه این خواسته را رد کردند و گفتند: «ما تسلیم شیخ را که شما درخواست می‌کنید رد می‌کنیم و همانا ما با شما تا آخرین نفرمان از مرد و زن برای او در مقابل شما می‌جنگیم؛ و از این نقطه قیام در منطقه الزعاطشه شعله‌ور و آغاز گردید.»

## مراحل و دوره‌های مقاومت الزعاطشه

### آغاز
در ۱۶ ژوئیه ۱۸۴۹ نیروهای فرانسوی به منطقه تحت فرماندهی سرهنگ کاربوسیا رسیدند و شروع به تشدید محاصره واحه‌های مجاور در منطقه الزعاطشه نمودند.
در اولین برخورد با نیروهای انقلابی به فرماندهی شیخ بوزیان تعداد ۳۱ سرباز فرانسوی کشته و حداقل ۱۱۷ نفر دیگر مجروح شدند و بعد چند ساعت از شروع درگیری، تحت فشار نیروهای مقاومت انقلابی از فرزندان نائل و بوسعاده و المسیله که به مقاومت الزعاطشه پیوسته بودند، سرهنگ کاربوسیا مجبور به دادن فرمان عقب‌نشینی گردید. این پیروزی باعث شد که شیخ سیدی عبدالحفیظ جلودار و امام برادران رحمانیه نیز اعلان جهاد بدهد.
مردم و ساکنان واحه‌های الزبیان دعوت برای آزادی شهر بسکره را قبول کردند، و با نیروهای فرانسوی به فرماندهی سان جرمان فرمانده فرانسوی در بسکره در نبردی بنام نبرد سریانه در سپیده دم سپتامبر ۱۸۴۹ روبرو و درگیر شدند، علیرغم اینکه سان جرمان در این درگیری و نبرد کشته شد ولی نیروهای فرانسوی توانستند دیوار دفاعی را محکم کرده و حفظ کنند بطوریکه سیدی عبدالحفیظ مجبور شد نیروهای باقی‌مانده خودش را عقب بکشد. این دفع و عقب راندن نیروهای انقلابی توسط فرانسه به آن‌ها کمک کرد که بتوانند یک توازن و تعادلی در منطقه ایجاد کنند و به آن‌ها اجازه داد که نبرد نهایی را تا فصل پاییز به عقب بیندازند. ژنرال هیربیون حاکم و فرماندار شهرستان قسنطینه در آن زمان خودش شخصاً بعد از اینکه سرهنگ کربوسیا را به عنوان جانشین سرهنگ سان جرمان نمود اقدام به محاصره منطقه الزعاطشه نمود.

### محاصره واحه الزعاطشه
ژنرال هیربیون شروع به جمع‌آوری نیروی موجود و در دسترس نمود که بالغ بر۴۴۹۳ سرباز شد و سپس در روز ۷ اکتبر ۱۸۴۹ به سمت الکدیة دره‌ای که به موازات شهر و واحه الزعاطشه بود حرکت کرد، بعد از رسیدن به الکدیه وی الزاویه را اشغال نمود و بر مسیرهای رفت و آمد که به الزعاطشه می‌رفت مسلط شده و سیطره پیدا کرد تا بدین وسیله از هرگونه کمک‌رسانی به واحه الزعاطشه جلوگیری نماید، پس از آن دستور داد تا واحه الزعاطشه را برای ایجاد شکاف در دیوار دفاعی واحه توپ باران کنند، ولی مقاومت در الزعاطشه نیروهای فرانسوی را بعد از اینکه ۳۵ تن از آنان را به قتل رساند که در بین آن‌ها افسران نیز وجود داشت و مجروح کردن ۱۴۷ نفر، وادار به عقب‌نشینی نمود، نیروهای فرانسوی توانستند به‌واسطه داشتن توپخانه الزاویه را اشغال کنند و پرچم فرانسه را برفراز مناره‌های آن بالا برافرازند.

### پایان مقاومت
ژنرال هیربیون از اداره استعماری مرکزی در الجزایر درخواست نیرو نمود و این مرکز این درخواست را پذیرفت و فرمان داد که نیروهای نظامی از قسنطینه، باتنه، بوسعاده، سکیکده و عنایه به سمت الزعاطشه حرکت نمایند، همین امر نیروهای فرانسوی محاصره‌کننده منطقه را تشویق نمود که در روز ۲۶ نوامبر ۱۸۴۹ با هشت هزار نیرو به فرماندهی افسر بارال، سرهنگ کانرویار، لافارد، سرهنگ دومنتال به واحه حمله نمایند.
به نیروهای فرانسوی فرمان داده شد که تمامی ساکنان واحه الزعاطشه را اعم از کودکان و زنان و پیرمردان قلع و قمع نمایند، درختان خرما را که سرچشمه رزق و روزی ساکنان این منطقه است را از بین ببرند و تمامی منازل را بسوزانند، علیرغم این فرمان‌ها و این اقدامات، ساکنان این منطقه مقاومت کرده و با نیروهای فرانسوی با سلاح‌های سرد تا آخرین نفر درگیر شدند، حدود ساعت هفت صبح این درگیری با از پای درآمدن آخرین نفرات و شکنجه مجروحان و انفجار خانه شیخ بوزیان پایان یافت، شیخ بوزیان رهبر مقاومت الزعاطشه به همراه فرزندش که عمرش از ۱۶ سال بیشتر نبود و شیخ موسی الدرقاوی دستگیر شدند، در تاریخ ۲۶ نوامبر ۱۸۴۹ ژنرال هیربیون فرمان داد که سر هر سه نفر را بریدند و جلوی دروازه‌های شهر بسکره برای مدتی آویزان کردند، بعد از مدتی این سرهای بریده شده به قسمت آنتروکولوژی موزه لوور در فرانسه منتقل شدند.
درحال حاضر نیز سر بریده شده مقاومت کنندگان انقلاب الزعاطشه در موزه‌های فرانسه موجود می‌باشد.

## نتایج و دستاوردهای مقاومت
مقاومت الزعاطشه با تلفات سنگینی پایان یافت بطوریکه کل ساکنان واحه به‌طور کامل قتل‌عام شدند و واحه خالی از سکنه شد، سر مقاومت‌کنندگان و انقلابیون بریده شد و بردروازه‌های شهر یا برسر نیزه تفنگ‌ها برای آزار و شکنجه انقلابیون آویزان گردید، در این بین تلفات نیروهای فرانسوی عبارت بود از کشته شدن ۱۰ افسر با درجه‌های مختلف و ۱۶۵ سرباز و همین‌طور مجروح شدن ۷۹۰ نفر دیگر با جراحات مختلف، اما در صفوف انقلابیون مسئولان و منابع فرانسوی اعلام کردند که فقط توانسته‌اند تعداد ۸۰۰ جسد را پیدا کنند و تعداد دیگری هم کشته شده‌اند که عدد آن نامشخص است و اجساد آن‌ها زیر آوارها مانده‌است و تمامی نخل‌ها نیز در این واحه از بین برده شده‌است.
مقاومت الزعاطشه باعت همبستگی دینی و ملی گردید و از طرف دیگر اصرار ساکنان برای به شکست کشاندن نقشه‌های دشمن باعث برانگیخته شدن تعجب استعمارگران فرانسوی گردید.
شهر بوسعاده توسط نیروهای فرانسوی اشغال گردید چون مردم این شهر به فرماندهی محمدعلی بن شبیره که یک رهبر دینی در این شهر بود و از مردم دعوت به جهاد در حین شعله‌ور شدن انقلاب الزعاطشه نموده بود، قیام کردند و برای کمک به شیخ بوزیان نیرو به الزعاطشه فرستادند.
گسترش دایره انتقام با به آتش کشیدن واحه ناره که در دره عبدی بالاوراس واقع شده بود، ادامه پیدا کرد. این منطقه نیز در تاریخ ۵ ژانویه ۱۸۵۰ به‌دست سرهنگ کاروبیردچار همان سرنوشتی شد که الزعاطشه شده بود، سرهنگ کاروبیرسه گردان خود را به این روستا گسیل داشت و دست آنان را در قتل و کشتار و سوزاندن روستا و ساکنان آن باز گذاشت و این نیروها این روستا را سوزاندند و مردمش را قتل‌عام کردند.